# Moers
Moers je město v německé spolkové zemi Severní Porýní-Vestfálsko. Leží v regionu Dolní Porýní, který je součástí průmyslové oblasti Porúří. Je největším městem zemského okresu Wesel ve vládním obvodu Düsseldorf. Jedná se o největší německé město, které nemá status městského okresu a není správním centrem žádného zemského okresu. Žije zde přibližně 106 tisíc obyvatel.

## Partnerská města
- Maisons-Alfort, Francie (od roku 1966)
- Bapaume, Francie (od roku 1974)
- Knowsley, Spojené království (od roku 1980)
- Ramla, Izrael (od roku 1987)
- La Trinidad, Nikaragua (od roku 1989)
- Seelow, Braniborsko, Německo (od roku 1990)